# Пояс государственных переворотов

Африканские страны, в которых в период с 2020 по 2023 год произошли успешные государственные перевороты

Пояс государственных переворотов (фр. Ceinture de coups d'État) — современный французский геополитический неологизм, описывающий регион Западной, Центральной Африки и Сахеля, в котором часто происходят государственные перевороты.

## Появление термина

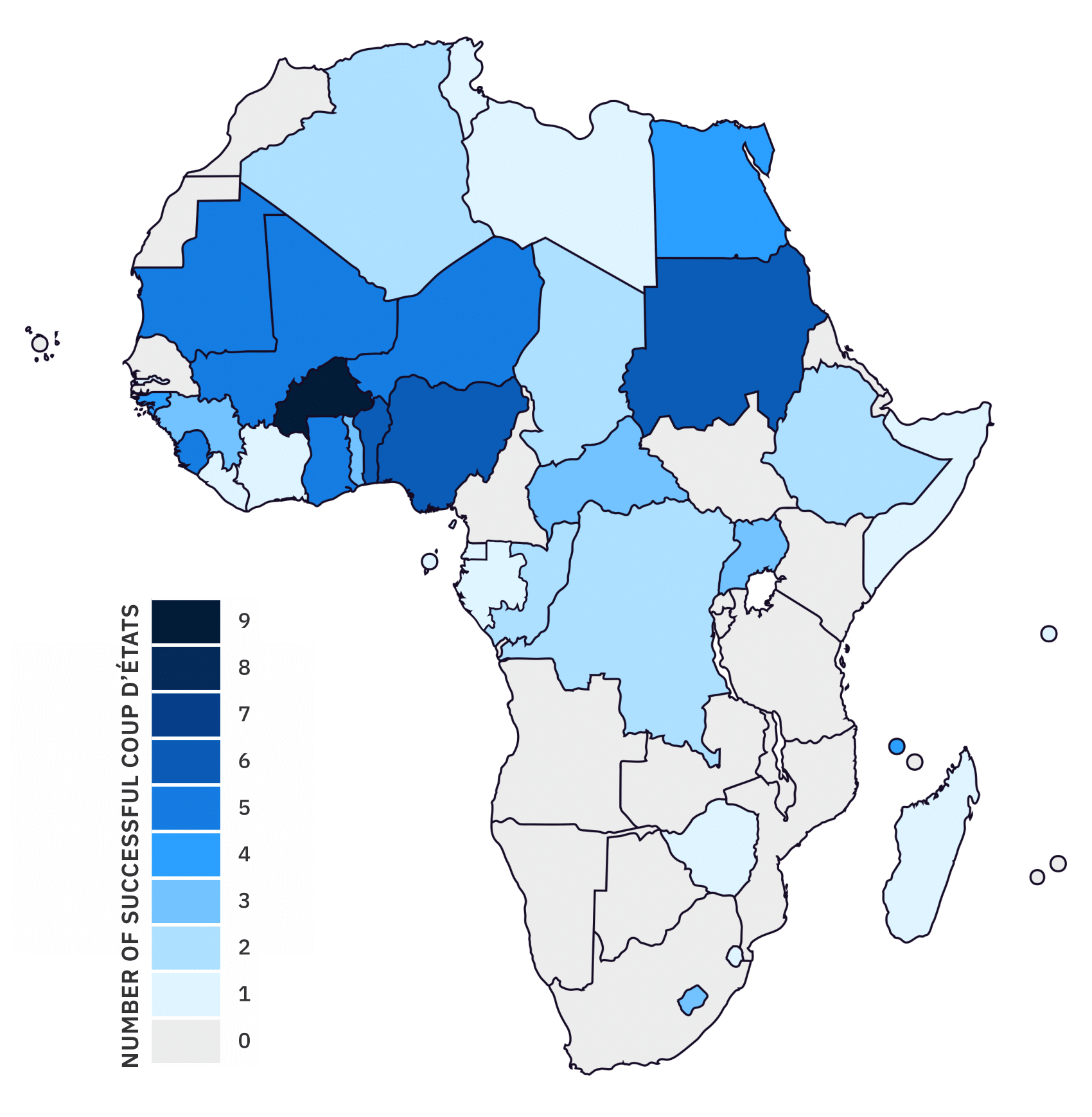
Количество успешных государственных переворотов в постколониальной Африке (по состоянию на 28 сентября 2023 года)

Хотя этот термин, вероятно, старше, но распространение он получил после череды государственных переворотов в начале 2020-х годов в регионе, в том числе в Мали в 2020 и 2021 годах, Гвинее, Чаде и Судане в 2021 году, два в Буркина-Фасо в январе и сентябре 2022 года, а также в Нигере и Габоне в 2023 году. Также имели место неудавшиеся попытки государственных переворотов в Нигере и Судане в 2021 году, Гвинее-Бисау и Гамбии в 2022 году, а также Судане и Сьерра-Леоне и Буркина-Фасо в 2023 году.
После переворота в Нигере в 2023 году страны с успешной насильственной сменой власти образовали непрерывную цепь, протянувшуюся между восточным и западным побережьями Африки.

## История
С 1990 года 21 из 27 переворотов в странах Африки к югу от Сахары произошли в бывших французских колониях. Это заставило некоторых исследователей поднять вопрос о дестабилизирующем воздействии Франции на регион.
Военные хунты Мали, Буркина-Фасо и Нигера отменили военные соглашения, которые позволяли французским войскам действовать на их территории, а в случае Мали также исключили французский язык из числа официальных.
Нигер должен был принять французские войска, выведенные из Мали и Буркина-Фасо, но кризис 2023 года в стране и разрыв военных связей с Францией сорвал договорённости.
Противостоять данной тенденции в регионе пытается профранцузски настроенный ЭКОВАС, однако пока его действия ограничились приостановлением членства в организации Мали и Гвинеи в 2021 и Буркина-Фасо в 2022 году, вскоре после того, как в странах произошёл военный переворот, а также угрозой вторжения в Нигер в 2023 году.